# سرعت نسبی
سرعت نسبی {\displaystyle {\vec {v}}_{B\mid A}} (همچنین {\displaystyle {\vec {v}}_{BA}} یا {\displaystyle {\vec {v}}_{B\operatorname {rel} A}}) سرعت یک شی یا مشاهده‌گر B در بقیه چارچوب از یک شی دیگر یا ناظر A است.

## مکانیک کلاسیک

### در یک بعد (غیر نسبی)

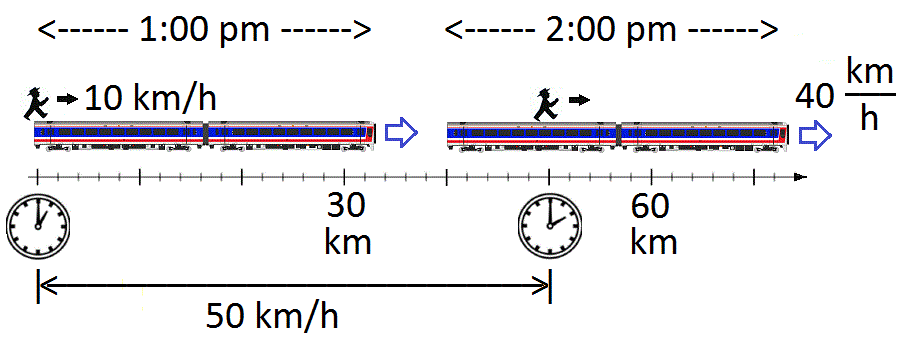
حرکت نسبی در قطار

ما با حرکت نسبی در تقریب کلاسیک (یا غیر نسبی، یا تقریب نیوتنی) شروع می‌کنیم که همه سرعت‌ها بسیار کمتر از سرعت نور است. این با تبدیل‌های گالیله همراه است. تصویر یک مرد را در بالای قطار نشان می‌دهد. در ساعت ۱:۰۰ بعد از ظهر شروع به قدم زدن با سرعت ۱۰ کیلومتر / ساعت می‌کند. قطار هم در حال حرکت با سرعت ۴۰ کیلومتر / ساعت است. تصویر مرد و قطار را در دو زمان نشان می‌دهد: اول، زمانی که سفر آغاز شده‌است، و یک ساعت بعد در ساعت ۲ بعد از ظهر. تصویر نشان می‌دهد که مرد ۵۰ کیلومتر از نقطه شروع فاصله دارد چون یک ساعت با قطار و خودش حرکت کرده‌اند. این، طبق تعریف، سرعت ۵۰ کیلومتر / ساعت، که نشان می‌دهد که روش محاسبه سرعت نسبی در این حالت، جمع دو سرعت است.
تصویر ساعت‌ها و خط‌کش به خواننده یادآوری می‌کند که در حالی که منطق پشت این محاسبات بی عیب و نقص به نظر می‌رسد، پیش فرض‌های اشتباه در مورد چگونگی رفتار ساعت‌ها و خط‌کش دارد. (آزمایش قطار و پلت فرم را ببینید.) به رسمیت شناختن این مدل کلاسیک از حرکت نسبی نقض نسبیت خاص است، ما مثال را به یک معادله تعمیم می‌دهیم:
{\displaystyle \underbrace {{\vec {v}}_{M\mid E}} _{\text{50 km/h}}=\underbrace {{\vec {v}}_{M\mid T}} _{\text{10 km/h}}+\underbrace {{\vec {v}}_{T\mid E}} _{\text{40 km/h}},}
که:
{\displaystyle {\vec {v}}_{M\mid E}}سرعت M مرد نسبت به E زمین است،
{\displaystyle {\vec {v}}_{M\mid T}} سرعت نسبی M مرد نسبت به T قطار است
{\displaystyle {\vec {v}}_{T\mid E}} سرعت T قطار نسبت به E زمین است.

### در دو بعد (غیر نسبی)

سرعت‌های نسبی بین دو ذره مکانیک کلاسیک

شکل دو شی A و B که با سرعت ثابت حرکت می‌کنند را نشان می‌هد. معادلات حرکت عبارتند از:
{\displaystyle {\vec {r}}_{A}={\vec {r}}_{Ai}+{\vec {v}}_{A}t,}
{\displaystyle {\vec {r}}_{B}={\vec {r}}_{Bi}+{\vec {v}}_{B}t,}
که زیرنویس i اشاره به جابجایی اولیه (در زمان t برابر با صفر) است. تفاوت بین دو بردار جابه جایی، {\displaystyle {\vec {r}}_{B}-{\vec {r}}_{A}} ، نشان دهنده محل B از دید A می‌باشد.
{\displaystyle {\vec {r}}_{B}-{\vec {r}}_{A}=\underbrace {{\vec {r}}_{Bi}-{\vec {r}}_{Ai}} _{\text{initial separation}}+\underbrace {({\vec {v}}_{B}-{\vec {v}}_{A})t} _{\text{relative velocity}}.}
از این رو:
{\displaystyle {\vec {v}}_{B\mid A}={\vec {v}}_{B}-{\vec {v}}_{A}.}
پس از جایگذاری {\displaystyle {\vec {v}}_{A|C}={\vec {v}}_{A}} and {\displaystyle {\vec {v}}_{B|C}={\vec {v}}_{B}}، ما داریم:
{\displaystyle {\vec {v}}_{B\mid A}={\vec {v}}_{B\mid C}-{\vec {v}}_{A\mid C}\Rightarrow } {\displaystyle {\vec {v}}_{B\mid C}={\vec {v}}_{B\mid A}+{\vec {v}}_{A\mid C}.}

### تبدیل گالیله (غیر نسبی)
برای ساخت نظریه حرکت نسبی سازگار با نظریه نسبیت خاص، ما باید یک قاعده متفاوت اتخاذ کنیم. برای ادامه کار در محدودهٔ نیوتنی (غیر نسبی)، ما با یک تبدیل گالیله در یک بعد شروع می‌کنیم:
{\displaystyle x'=x-vt}
{\displaystyle t'=t}
که در آن x 'موقعیت است که توسط یک چارچوب مرجع که با سرعت، v در چارچوب مرجع «پرایم‌دار» (x) حرکت می‌کند دیده می‌شود. با مشتق گرفتن از دو معادله فوق، ما، {\displaystyle dx'=dx-v\,dt} و آنچه که ممکن است به عنوان بدیهی مشهود باشد {\displaystyle dt'=dt} بدست می‌آوریم، داریم:
{\displaystyle {\frac {dx'}{dt'}}={\frac {dx}{dt}}-v}
برای بازیابی عبارات قبلی برای سرعت نسبی، فرض می‌کنیم که ذره A مسیری را که توسط dx / dt تعریف شده در مرجع بدون پرایم (و در نتیجه dx ′ / dt ′ در چارچوب پرایم‌دار) دنبال می‌شود. بدین ترتیب {\displaystyle dx/dt=v_{A\mid O}} و {\displaystyle dx'/dt=v_{A\mid O'}} ، جایی که{\displaystyle O}  و {\displaystyle O'}  اشاره به حرکت A از دید به ترتیب چارچوب بدون پرایم و با پرایم است. به یاد بیاورید که v یک حرکت ثابت در چارچوب پرایم‌دار شده‌است، همان‌طور که از چارچوب بدون پرایم دیده می‌شود؛ بنابراین ما داریم {\displaystyle v=v_{O'\mid O}} ، و:
{\displaystyle v_{A\mid O'}=v_{A\mid O}-v_{O'\mid O}\Rightarrow v_{A\mid O}=v_{A\mid O'}+v_{O'\mid O},}
که فرم آخر دارای تقارن مورد نظر است.

## نسبیت خاص
مانند مکانیک کلاسیک، در نسبیت خاص سرعت نسبی {\displaystyle {\vec {v}}_{\mathrm {B|A} }} سرعت یک شی یا مشاهده‌گر B در بقیه چارچوب از یک شی دیگر یا ناظر A است. اما، بر خلاف مورد مکانیک کلاسیک، در نسبیت خاص، معمولاً این فرض صحیح نیست:
{\displaystyle {\vec {v}}_{\mathrm {B|A} }=-{\vec {v}}_{\mathrm {A|B} }}
این عدم تقارن عجیب و غریب مربوط به تقلید توماس و این واقعیت است که دو تبدیل لورنتس پشت‌سرهم سیستم مختصات را می‌چرخانند. این چرخش هیچ تأثیری بر اندازه یک بردار نداشته و در نتیجه سرعت نسبی متقارن است.
{\displaystyle \|{\vec {v}}_{\mathrm {B|A} }\|=\|{\vec {v}}_{\mathrm {A|B} }\|=v_{\mathrm {B|A} }=v_{\mathrm {A|B} }}

### سرعت موازی
در موردی که دو شی که در جهت موازی حرکت می‌کنند، فرمول نسبیتی برای سرعت نسبی مشابه فرمول برای اضافه کردن سرعت نسبی است.
{\displaystyle {\vec {v}}_{\mathrm {B|A} }={\frac {{\vec {v}}_{\mathrm {B} }-{\vec {v}}_{\mathrm {A} }}{1-{\frac {{\vec {v}}_{\mathrm {A} }{\vec {v}}_{\mathrm {B} }}{c^{2}}}}}}
سرعت نسبی توسط فرمول داده می‌شود:
{\displaystyle v_{\mathrm {B|A} }={\frac {\left|v_{\mathrm {B} }-v_{\mathrm {A} }\right|}{1-{\frac {v_{\mathrm {A} }v_{\mathrm {B} }}{c^{2}}}}}}

### سرعت‌های عمود
در مورد که دو جسم در جهت عمود برهم در حرکت هستند، سرعت نسبی {\displaystyle {\vec {v}}_{\mathrm {B|A} }} توسط فرمول داده می‌شود:
{\displaystyle {\vec {v}}_{\mathrm {B|A} }={\frac {{\vec {v}}_{\mathrm {B} }}{\gamma _{\mathrm {A} }}}-{\vec {v}}_{\mathrm {A} }}
که
{\displaystyle \gamma _{\mathrm {A} }={\frac {1}{\sqrt {1-({\frac {v_{\mathrm {A} }}{c}})^{2}}}}}
سرعت نسبی توسط فرمول داده می‌شود
{\displaystyle v_{\mathrm {B|A} }={\frac {\sqrt {c^{4}-(c^{2}-v_{\mathrm {A} }^{2})(c^{2}-v_{\mathrm {B} }^{2})}}{c}}}

### موارد عمومی
فرمول عمومی برای سرعت نسبی {\displaystyle {\vec {v}}_{\mathrm {B|A} }} از یک شی یا مشاهدهگر B در بقیه چارچوب از یک شی دیگر یا ناظر A توسط فرمول داده می‌شود:
{\displaystyle {\vec {v}}_{\mathrm {B|A} }={\frac {1}{\gamma _{\mathrm {A} }\left(1-{\frac {{\vec {v}}_{\mathrm {A} }{\vec {v}}_{\mathrm {B} }}{c^{2}}}\right)}}\left[{\vec {v}}_{\mathrm {B} }-{\vec {v}}_{\mathrm {A} }+{\vec {v}}_{\mathrm {A} }(\gamma _{\mathrm {A} }-1)\left({\frac {{\vec {v}}_{\mathrm {A} }\cdot {\vec {v}}_{\mathrm {B} }}{v_{\mathrm {A} }^{2}}}-1\right)\right]}
که
{\displaystyle \gamma _{\mathrm {A} }={\frac {1}{\sqrt {1-({\frac {v_{\mathrm {A} }}{c}})^{2}}}}}
سرعت نسبی توسط فرمول داده می‌شود
{\displaystyle v_{\mathrm {B|A} }={\sqrt {1-{\frac {(c^{2}-v_{\mathrm {A} }^{2})(c^{2}-v_{\mathrm {B} }^{2})}{(c^{2}-{\vec {v}}_{\mathrm {A} }\cdot {\vec {v}}_{\mathrm {B} })^{2}}}}}\cdot c}